# Exploatering
Exploatering (från franskans exploiter, 'utnyttja') innebär att en resurs används eller bearbetas. Många gånger vill man med detta ordval markera att man anser att användandet inte görs med tillräcklig hänsyn, till exempel vid exploatering av barn i industriarbete. I miljösammanhang är ordet vanligt, till exempel som överexploatering av Östersjön eller exploatering av skog. Synonymer eller betydelser till exploatering kan vara nyttiggörande, utnyttjande eller utsugning.

## Olika sammanhang

### Resursutnyttjande
En vanlig användning är i betydelsen att man bebygger ett naturlandskap, eller att man använder det för jordbruk eller gruvdrift.
Många olika typer av resurser kan exploateras. Användningen av ordet kan ibland vara översättningslån från bland annat engelska, där exploit ofta syns i betydelsen 'nyttja', 'använda' eller 'dra nytta av'. Man kan utnyttja en möjlighet, ett tillfälle eller en chans som plötsligt står till buds.

### Människoutnyttjande
I olika länder finns lagstiftning för olika typer av exploatering.
I Sverige finns sedan 2018 en lag mot människoexploatering, vilket motsvarar brottet att på ett oskäligt utnyttja en person för egen vinning. Detta kan gälla att tvinga någon att arbeta under oskäliga villkor eller bedriva tiggeri. Lagen mot arbetskraftsexploatering ledde under de första tre åren dock inte till någon ökning av domslut mot tvångsarbete eller människoexploatering.
Barnarbete är en typ av människoexploatering som i de flesta länder är förbjuden; undantag gäller arbete inom hushållet eller för fickpengar – under förutsättning att det inte hindrar skolgången. En grövre form av exploatering är människohandel (trafficking), där människor ibland handlas med och ibland utnyttjas under slaveriliknande former. I Sverige är den mest diskuterade formen av människohandel den för sexuella ändamål (ofta relaterat till men inte identiskt med prostitution/sexarbete), men människohandel kan ske i många andra sektorer av ekonomin. Den svenska statliga politiken anser (2025) att prostitution/sexarbete per definition är en sexuell exploatering.
I Karl Marx teori (se marxistisk ekonomi) används ordet exploatering mer specifikt. Där anses arbetarna utnyttjas av kapitalister och arbetsgivare (ägarna av produktionsmedlen). Det kapitalistiska produktionssättet kännetecknas enligt Marx av att arbetaren säljer sin arbetskraft (se löneslaveri) men aldrig avlönas så mycket som arbetsinsatsen är värd. Mervärdet när en råvara bearbetas sägs här vara arbetet, och kapitalet överlever genom att få ta del av detta mervärde.